# Järla IF OK
Järla IF OK är en orienteringsklubb från Nacka med ca 500 medlemmar. Järla IF bildades 10 juli 1914 men det dröjde tills 1923 innan orienteringssektionen bildades vilken numera är en fristående förening. De flesta träningarna utgår från klubbhuset Järlagården i Hästhagen invid Nackareservatet. 
Klubben tar fram och reviderar orienteringskartor som används för träning, tävling samt friluftsliv inom främst Nacka men även Tyresö samt Värmdö. Dessutom hjälper man även skolor att ta fram skolgårdskartor. 
Sedan 2011 arrangerar man även löploppet "Sicklaloppet" med start och mål i Sickla Köpkvarter och sedan 2016 även backloppet "Stockholms Brantaste" i Hammarbybacken.. 

## Meriter
2018:  

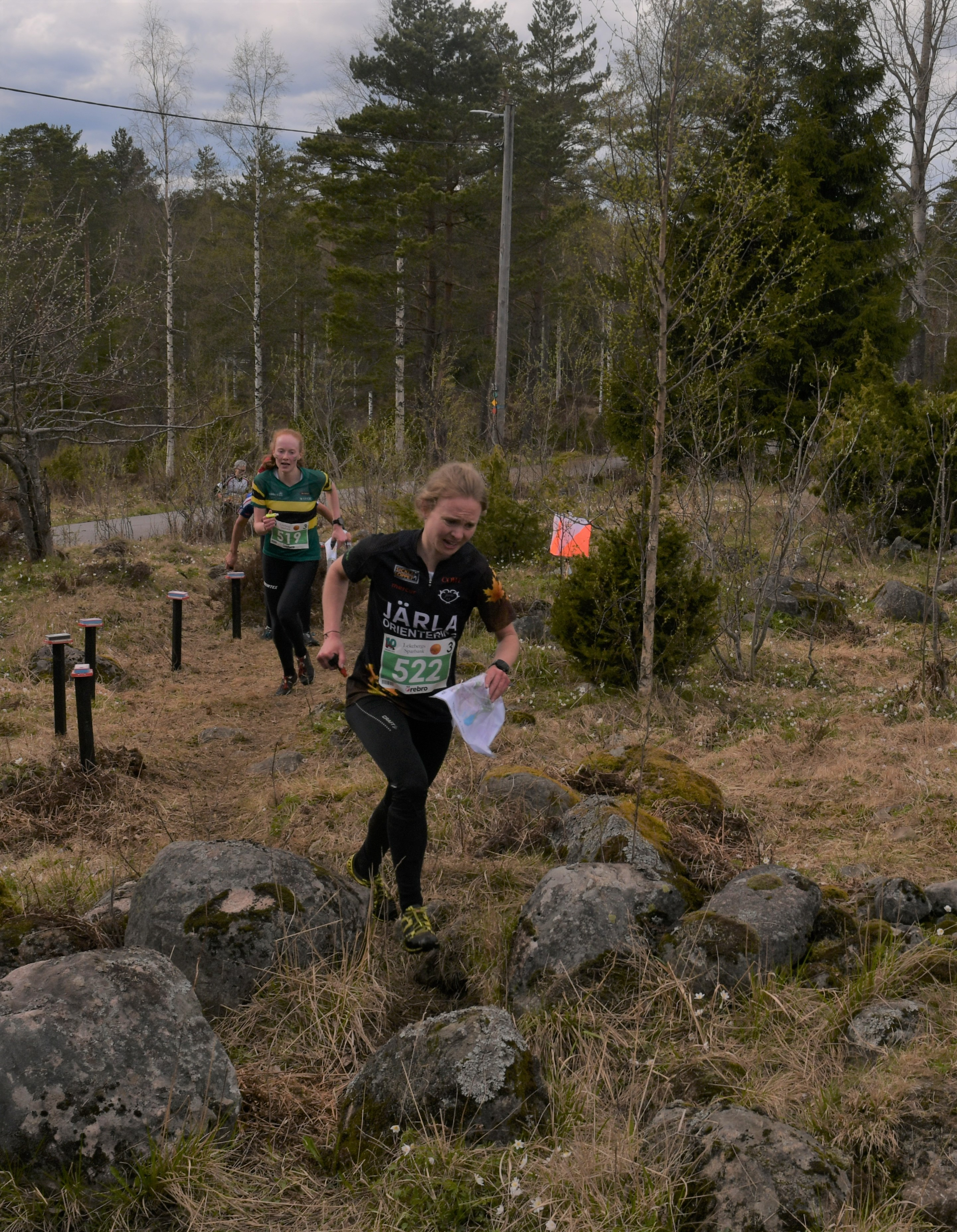
Sara Sjökvist från Järla före Ane Dyrkorn NTNUI på Tiomila 2022.

- Seger i damstafetten på 10-mila i Nynäshamn. I laget sprang Stina Haraldsson-Emma Klingenberg-Sara Sjökvist-Elin Hemmyr Skantze-Karolin Ohlsson. Det var föreningens första seger nånsin i tävlingen.
- På Jukola blev damlaget fyra med laget Emma Klingenberg-Sofie Bachmann-Elin Hemmyr Skantze-Karolin Ohlsson
- Karolin Ohlsson gör succé under året tar VM-guld i sprintstafett, VM-silver i stafett, dubbla EM-silver i sprintstafett och stafett samt blir tvåa i den totala världscupen efter bland annat en seger..
- På SM tog Karolin Ohlsson två individuella silver och damlaget tog brons i stafett.

2017:
- Jens Rönnols tar klubbens andra senior-SM guld nånsin när han överraskande vinner Natt-SM
- Järla tar även brons i sprintstafetten samt att Petrina Costermans tar brons på USM-sprinten.

2016:
- Signe Klinting springer startsträckan i det danska laget som tar silver på VM-stafetten i Strömstad.

2015  
- Olle Boström vinner Järlas första SM-guld på seniornivå när han vinner Natt-SM. Damlaget  (Ingjerd Myhre, Elsa Jansson, Elin Hemmyr-Skantze) tar brons på stafetten och Erik Berzell brons på sprint (H20).
- Damlaget blir tvåa på 10-mila samt trea på Venlastafetten.
- Fyra Järlalöpare deltog på VM i Skottland med mycket stora framgångar. Bäst lyckades danskan Emma Klingenberg som tog två guld (sprintstafett samt stafett). Det var klubbens första VM-guld någonsin. Även Håkon Jarvis Westergård (silver sprintstafett) samt Olle Boström (brons medeldistans) tog medaljer. Karolin Ohlsson tog en femteplats i sprintstafett.

2014 
- Damlaget visar framfötterna och slutar 4:a på 10-mila, 7:a på Venla och 4:a på SM-stafetten.
- Emma Klingenberg vinner två VM-silver (sprintstafett och stafett) på VM i Italien.
- Karolin Ohlsson tar EM-silver i stafett när hon springer andrasträckan för det svenska andralaget som sensationellt blir tvåa.